# Oberdambach (Gemeinde Neulengbach)
Oberdambach ist eine Streusiedlung in der Katastralgemeinde St. Christophen der Stadtgemeinde Neulengbach. Derzeit stehen in Oberdambach 8 Häuser.

## Geografie
Oberdambach liegt am oberen Teil des Dambaches, der bei Unterdambach in den Laabenbach mündet. Durch die Nähe zu 3061 Ollersbach wurde diese Postleitzahl auch an Oberdambach vergeben; die Post wurde immer schon von Ollersbach zugestellt. Oberdambach wurde 1361 als Obern Tannpach erstmals urkundlich erwähnt. Der Tannbach kommt, wie der Name sagt, aus dem Tann = Wald. Durch die Lautwandlung von T zu D und die Assimilierung von np zu mb entstand die heutige Schreibweise.
Oberdambach ist kein Dorf, sondern eine ehemals bäuerliche Streusiedlung mit derzeit 8 Privathäusern, die verstreut liegen. Weder ist eine eigene Infrastruktur noch ein öffentlicher Kanalanschluss oder eine öffentliche Wasserleitung vorhanden. Die zugehörige Kirche und das Wahllokal befinden sich in Ollersbach. Straßenverbindungen gibt es nach Ollersbach und nach St. Christophen.

## Geschichte
Im Jahr 1822 wurde der Ort als Dorf mit neun Häusern genannt, das nach St. Christophen eingepfarrt war, wohin auch die Kinder eingeschult wurden. Die Herrschaft Baumgarten besaß die Ortsobrigkeit und die Herrschaft Neulengbach übte die Landgerichtsbarkeit aus und besorgte die Konskription. Die Untertanen und Grundholde des Ortes gehörten den Herrschaften Baumgarten und Murstetten. Laut Adressbuch von Österreich waren im Jahr 1938 in Oberdambach einige Landwirte mit Direktvertrieb ansässig.